# 野口整体
野口整体（のぐちせいたい）とは、昭和20年代（1945年（昭和20年） - 1954年（昭和29年））に野口晴哉が提唱した整体法。活元運動、愉気法、体癖論から構成される。

## 沿革
野口整体の始祖である野口晴哉は、幼いころにジフテリアに罹患し、当時会話が不自由となり読書にあけくれる。1923年（大正12年）に発生した関東大震災の被災者へ野口が手かざしを試みたところ、多くの人の病状が回復した経験から治療者としての道を志すようになる。古今東西から治療法を探求し、15歳で道場を東京都鴬谷に開き、活元運動、愉気法、体癖論などをまとめあげ実践。やがて病そのものを治療することはやめ、被治療者自らの力を引き出して健康な状態へ導くことを決意し1956年（昭和31年）「社団法人整体協会」を設立。
治療とは決別し、文部省認可の体育団体として整体法の普及を図るとともに、潜在意識や子育て論などについても言及していった。
整体協会は、平成25年4月1日に内閣府より公益社団法人として認定された。
正式な整体指導者となるためには、整体協会にて整体コンサルタントとして認許を受ける事が必要となる。
また、整体協会では活元運動を普及する、活元会を開催するための資格、活元コンサルタントの認許も行っている。
整体協会の他にも、野口整体を標榜する団体は多数あるが、それらはすべて整体協会からは認められていない団体である。
協会で一度も学んだ事のない人物が主宰する会すら多数存在する。

なお、野口体操（野口三千三を祖とする操体法）は、別のものである。